# Alfred Kipke
Alfred Kipke (* 28. Juli 1898 in Karschau; † 11. August 1953 in Lüneburg) war ein deutscher Verwaltungsjurist und Landrat.

## Leben
Nach dem Besuch des Gymnasiums nahm Kipke von 1917 bis 1918 als Soldat am Ersten Weltkrieg teil. 1919 begann er ein Studium der Rechtswissenschaften an der Universität Breslau, das er im Juli 1922 mit dem Ersten Juristischen Staatsexamen abschloss. Danach absolvierte er das Referendariat in Breslau. Er wurde 1926 mit dem Thema Die Bedeutung des Begriffes der Echtheit der Urkunde im Strafrecht zum Doktor der Rechte promoviert, legte im Dezember 1926 das Zweite Juristische Staatsexamen ab und trat im Anschluss in Berlin als Regierungsassessor in den preußischen Verwaltungsdienst ein. Von 1931 bis 1932 war er als Regierungsassessor bei den Landratsämtern in Halle und Neisse tätig.
Kipke trat zum 1. Mai 1933 in die NSDAP ein (Mitgliedsnummer 2.260.866). Zuvor war er bereits Mitglied der Deutschen Volkspartei (DVP). Er arbeitete ab 1933 bei der Regierung in Frankfurt (Oder), wurde 1934 zum Regierungsrat befördert und 1936 zum Landrat im Landkreis Wolmirstedt ernannt. Von Oktober bis November 1939 wirkte er als Landkommissar und Landrat im Landkreis Thorn. Von Juni 1940 bis September 1941 war er Leiter der Innenverwaltung im Distrikt Lublin, Generalgouvernement. Von Oktober bis Dezember 1941 war er als Referent in der Hauptabteilung Innere Verwaltung tätig. Ab Januar 1942 wirkte Kipke als Kreishauptmann im Kreis Tarnow, Distrikt Krakau. Bis 1945 leitete er offiziell das Landratsamt in Wolmirstedt, das 1943 vertretungsweise von Herbert Wagner übernommen wurde.
Am 27. Oktober 1948 wurde er in einem Spruchkammerverfahren in die Kategorie 5 (Entlastete) eingestuft. Danach arbeitete er als Verwaltungsgerichtsrat in Lüneburg.